# Campeonato Sudamericano de Voleibol Femenino de 1981
El 14º Campeonato Sudamericano de Voleibol Femenino fue realizado en el año de 1981 en Santo André, Brasil.

## Tabla final
| Posição | Equipe    |
| ------- | --------- |
|         | Brasil    |
|         | Perú      |
|         | Argentina |
| 4       | Paraguay  |
| 5       | Chile     |
| 6       | Uruguay   |

- Datos: Q2561625